# Popillia parvula
Popillia parvula är en skalbaggsart som beskrevs av Hermann Burmeister 1844. Popillia parvula ingår i släktet Popillia och familjen Rutelidae. Inga underarter finns listade i Catalogue of Life.